# San José de la Montaña
San José de la Montaña là một khu tự quản thuộc tỉnh Antioquia, Colombia. Thủ phủ của khu tự quản San José de la Montaña đóng tại San José de la Montaña Khu tự quản San José de la Montaña có diện tích 127 ki lô mét vuông. Đến thời điểm ngày 28 tháng 5 năm 2005, khu tự quản San José de la Montaña có dân số 3029 người.